# عین عیسی
عین عیسی شهری است در منطقه تل ابیض از استان رقه در سوریه است. عین عیسی پایتخت روژاوا است.